# La Conga Sex
La Conga Sex é um filme pornográfico produzido pela companhia Brasileirinhas e estrelado pela cantora Gretchen. O título faz referência a famosa canção "Conga, Conga, Conga", sucesso dos anos 1980. 

## Detalhes
No filme, Gretchen atua apenas com Gutto Guitar, seu marido na epóca em que o filme foi lançado. Apesar de ter sido bem recebido pelo público, o filme foi criticado pela fraca "atuação" de Gretchen e Gutto, bem como por conter apenas 15 minutos de cenas de sexo. Não obstante, tornou-se um dos títulos de maior sucesso da produtora, superando Rita Cadillac e Alexandre Frota no ranking ao bater recordes na pré-venda. Em 2019, o filme era o mais assistido do catálogo das Brasileirinhas.

## Controvérsia
Apesar de "La Conga Sex" conter diversas cenas de sexo explícito entre Gretchen e seu ex-marido Gutto Guitar, Gretchen já afirmou em diversas entrevistas que não se trata de um filme pornográfico, mas sim de um "vídeo feito para mostrar aos casais como se pode apimentar um relacionamento." Tendo, inclusive, criticado "famosos" como Rita Cadilac, Alexandre Frota e Matheus Carrieri por estrelarem produções de cunho pornográfico.

## Elenco

### Gretchen
Cantora, dançarina e atriz pornográfica brasileira que se tornou conhecida como a "Rainha do Bumbum" em razão do jeito como dançava, virando-se de costas para as câmeras de televisão e para platéia, tornando-se a pioneira da Bunda Music.

### Gutto Guitar
Baiano de Salvador e ex-guitarrista da Bandamel, Gutto Guitar se separou de Gretchen 2 meses após o lançamento do filme. Atualmente trabalha com eventos em Salvador sob o nome artístico "DJ Silverado".